# Karimouche
Karimouche, pseudonimo di Carima Amarouche (Angoulême, 6 marzo 1977), è una cantante francese.

## Biografia
Sin dall'infanzia, la piccola Carima Amarouche è conosciuta da tutti con il soprannome di Karimouche.
Dopo il diploma presso la scuola d'arte, nel 1997, Karimouche si è dedicata principalmente alla creazioni di 
costumi per spettacoli teatrali presso la compagnia "Käfig".
Nel 2004 ha realizzato delle creazioni per Alexandra N'Posse e per la biennale di danza.
Si è avvicinata alla musica nel periodo tra il 2002 e il 2006, a Lione, in cui si è esibita più volte dal vivo.
Le sue prime performance avvengono principalmente in spettacoli di strada. 
Nel 2006, grazie all'incontro con l'autore Philippe Delmas, Karimouche ha cominciato un nuovo percorso musicale 
che l'ha portata alla realizzazione del suo primo album, "Emballage d'origine",  presso l'etichetta Atmosphériques.
Il disco, frutto di anni di lavoro e concerti dal vivo, è uscito l'8 febbraio 2010 , 
a seguito di due singoli ("p'tit kawa" e "che pas c'ke j'veux"), riscuotendo un grande successo in tutta la Francia.
In seguito, Karimouche ha collaborato con i più famosi artisti del panorama R&B, Jazz, Folk, e yéyé francese, tra cui Zebda, Stromae, e Carmen Vega.
Dopo quasi cinque anni e oltre quattrocento concerti dal vivo, nel 2015 è uscito il suo secondo album, "Action", riscuotendo un buon successo a livello nazionale.
L'uscita dell'album è stata anticipata dal videoclip dell'omonimo singolo, "Action", e dalla partecipazione di Karimouche in 
varie trasmissioni televisive e in programmi radiofonici nazionali. Nel 2021 esce Folies Berbères in cui Karimouche prosegue il suo percorso musicale virando ulteriormente verso sonorità mediorientali e fusion.

## Stile e Influenza
"Je ne suis pas chanteuse, mais il y a des choses chantées, d'autres slammées, rappées... C'est un mélange de ce que j'aime!" (Karimouche).
Lo stile musicale di Karimouche è una mescolanza di chanson francaise e hip-hop, folk, e musica di strada.
Il suo secondo album è anche caratterizzato dalla presenza di sonorità mediorientali. Nei suoi testi emerge anche una buona dose di humor
("L'humour est souvent une bonne solution pour faire passer d'autres sentiments, comme le masque ou la marionnette au théâtre : ça donne le courage de jouer tout ce qu'on ne peut pas assumer à visage découvert.", Karimouche). 
Karimouche è particolarmente apprezzata dal suo pubblico per le sue esibizioni dal vivo, grazie anche alle sue capacità di improvvisazione e di intrattenimento.
Le sue principali influenze musicale sono Fréhel, Jacques Brel, Édith Piaf, e Léo Ferré. 
Nelle sue esibizioni risulta anche evidente l'influenza di Missy Elliott e Björk  · .

## Discografia

### Album
- 2010 - Emballage d'origine
- 2015 - Action
- 2021 - Folies Berbères

### Singoli
- 2015 : Action
- 2009 : p'tit kawa
- 2009 : che pas c'ke j'veux

## Premiazioni
- 2009 : Premio "Coup de cœur FNAC" al festival "Printemps de Bourges"
- 2009 : Premio della giuria al festival "Alors Chante!" di Montauban
- 2009 : Premio della giuria alla rassegna "Musicales" di Bastia
- 2010 : Premio "Charles Cros" al festival "Alors chante!" di Montauban